# گروه بازسازی ولایت زابل

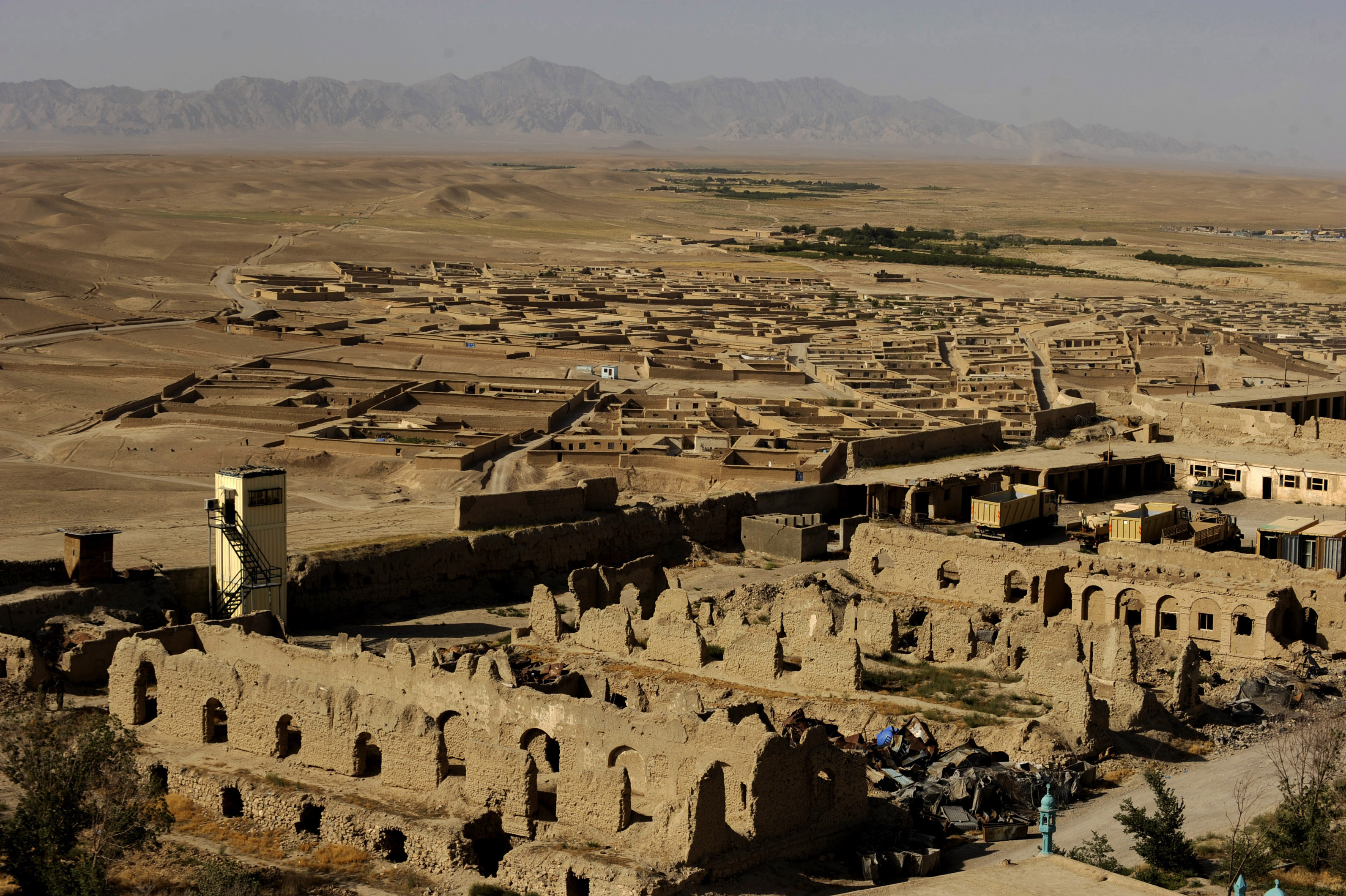
بقایای قلعه اسکندر مقدونی، که توسط سربازان ارتش ملی افغانستان و سربازان و نیروهای هوایی ایالات متحده به تیم بازسازی استان زابل اختصاص داده شد، ۳۱ مه ۲۰۱۰.

تیم بازسازی ولایت زابل (Provincial Reconstruction Team Zabul)، یک واحد نظامی-نظامی بود که وظیفه داشت به دولت جمهوری اسلامی افغانستان در تأمین دولت و امنیت در استان جنوبی زابل کمک کند. PRT علاوه بر بخش نظامی، شامل غیرنظامیان وزارت امور خارجه، نمایندگی ایالات متحده آمریکا برای توسعه بین‌المللی (USAID) و وزارت کشاورزی نیز بود و تقریباً ۱۰۰ پرسنل داشت. فرمانده تیم یک سرهنگ نیروی هوایی بود، اما برنامه‌ریزی مأموریت مشترکاً با مقام ارشد وزارت امور خارجه در استان بود. این تیم متشکل از نیمی از سربازان ارتش و نیمی از نیروی هوایی بود. سربازان به عنوان نیروی امنیتی (مسئول تأمین امنیت خارجی تیم در حین کاروانها و حرکت زمینی)، تیم امور مدنی و سایر پستهای کارکنان مانند مدیر عملیات و مسئول تدارکات عمل می‌کردند. نیروی هوایی این تیم در ظرفیت‌های متعددی از جمله پست فرماندهی، مهندسی، اطلاعات، امور عمومی/عملیات اطلاعات، خدمات، تعمیر و نگهداری خودرو، تدارکات، پرسنل، مشاوران امنیتی محیط و جزئیات امنیت شخصی خدمت می‌کرد. هر تیم ۲٫۵ ماه آموزش را در کمپ آتربوری، ایندیانا می‌گذراند تا برای اعزام آماده شود. در طول آموزش، اعضای تیم عملیات کوچک و بزرگ حرکتی، آموزش پزشکی، آموزش مشاوره و سایر مهارتهای مورد نیاز را فرا گرفتند.

## محل
مقر اصلی PRT زابل در قلات، مرکز ولایت زابل، در کنار دفتر والی این ولایت قرار داشت. این محوطه تقریباً ۵ هکتار بود و دارای یک هلی برد بود. هنگامی که PRT بسته شد، این محوطه به نیروهای افغان واگذار شد.

## مأموریت واحد
مأموریت این تیم، انجام عملیات نظامی-غیرنظامی در ولایت زابل برای گسترش دامنه و مشروعیت دولت افغانستان، از مسیرهای زیر بود:
1. ترویج حکمرانی خوب و عدالت
2. تسهیل بازسازی، توسعه و رشد اقتصادی از طریق توسعه پروژه‌هایی در حاشیه اصلی استراتژی توسعه ملی افغانستان
3. پشتیبانی و توانمندسازی یک دستگاه امنیتی مؤثر افغان
4. هماهنگی عملیات مدیریت پیامدها با دولت افغانستان، نیروهای امنیت ملی افغانستان و نیروی بین‌المللی کمک امنیت.